# 拉图尔巴塞尔讷
拉图尔巴塞尔讷（法語：Latour-Bas-Elne，法語發音：[latuʁ ba.z‿ɛln] ⓘ）是法国东比利牛斯省的一个市镇，属于佩皮尼昂区。

## 地理
拉图尔巴塞尔讷（42°36'22"N, 3°0'9"E）面积3.31 平方千米，位于法国奧克西塔尼大區东比利牛斯省，该省份为法国大陆部分最南部的省份，涵盖了北加泰罗尼亚，北起奥德省，西接阿列日省和安道尔，南与西班牙接壤，东临地中海。
与拉图尔巴塞尔讷接壤的市镇（或旧市镇、城区）包括：埃尔讷、圣西普里安。

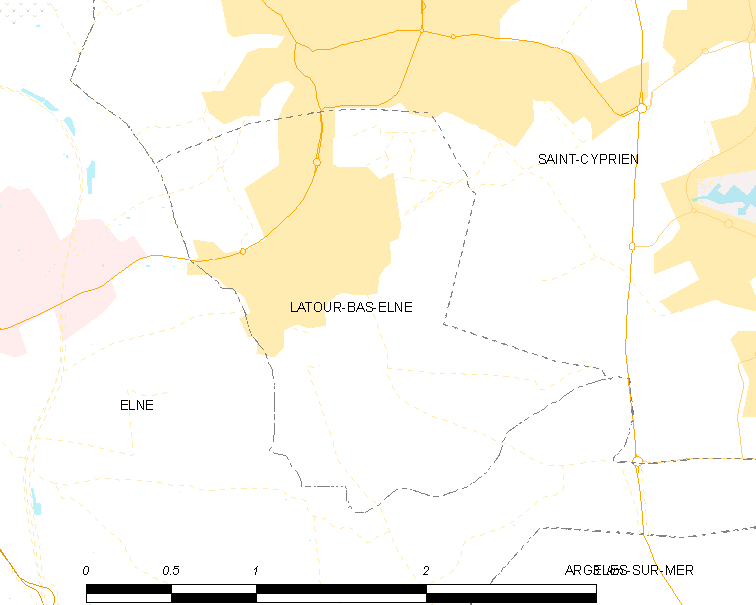
拉图尔巴塞尔讷的OSM定位图

拉图尔巴塞尔讷的时区为UTC+01:00、UTC+02:00（夏令时）。

## 行政
拉图尔巴塞尔讷的邮政编码为66200，INSEE市镇编码为66094。

## 政治
拉图尔巴塞尔讷所属的省级选区为伊利贝里斯平原县。

## 人口

1962-2008年间拉图尔巴塞尔讷人口变化图示

拉图尔巴塞尔讷于2022年1月1日时的人口数量为3224人。